# Дальняк
Дальняк — река в Мостовском районе Краснодарского края, левый приток Малой Лабы.
Длина реки — 14 км, площадь водосборного бассейна — 38,8 км². Берёт начало на склонах горы Полковая в 11 км к юго-западу от Псебая, на высоте около 1220 м над уровнем моря. От истока течёт на север и вскоре сворачивает на восток. У посёлка Перевалка (в среднем течении) река приближается к Малой Лабе на расстояние около 1 км, далее течёт параллельно ей на север-северо-восток и впадает в неё в южной части Псебая (25 км от устья).
На реке устроен каскад прудов. Основной приток — Дальняя (лв).
Верхняя половина течения проходит в горных лесах, на участке с широтным течением река образует северную границу заказника «Псебайский» (в этой части на левом берегу имеется база отдыха).
В реке водятся ручьевая форель, пескарь, быстрянка, елец, усатый голец.